# Sosnowka (osiedle typu miejskiego w Czuwaszji)
Sosnowka (ros. Сосновка) – osiedle typu miejskiego w Rosji, w Czuwaszji, administracyjnie podporządkowane miastu Czeboksary. W 2010 liczyło 2242 mieszkańców.